# Derolus flavipennis
Derolus flavipennis är en skalbaggsart som beskrevs av Stefan von Breuning 1969. Derolus flavipennis ingår i släktet Derolus och familjen långhorningar.
Artens utbredningsområde är Moçambique. Inga underarter finns listade i Catalogue of Life.